# Како сачувати ментално здравље породице у избеглиштву (књига)
Како сачувати ментално здравље породице у избеглиштву  једна је од пет књига библиотеке И то је живот ауторке Наде Половина, објављена 2000. године у издању Југословенског Црвеног крста и Међународне фередација друштава Црвеног крста и Црвеног полумесеца.

## О аутору
Нада Половина (1953), научни сарадник у Институту за педагошка истраживања од 2005. године, од 2008. у статусу виши научни сарадник. Дипломирала је 1977, магистрирала 1991. на Филозофском факултету у Београду. Године 2004. докторирала је на катедри за психологију на Филозофском факултету у Београду са темом Ток развоја оријентације ка родитељству.

## О делу
Југословенски црвени крст и Међународна федерација друштава Црвеног крста и Црвеног полумесеца, свесни реалне опасности да се у избеглиштву може пореметити ментално здравље, покренули су библиотеку под називом И то је живот. Како сачувати ментално здравље деце у избеглиштву је једна од пет књига објављених у библиотеци која је посвећена теми менталног стаља избеглица.
Како сачувати ментално здравље породице у избеглиштву је гњига о породици у избеглиштву, њиховим тегобама, могућностима и начинима самопомоћи и помоћи. Намењена је и онима који који су ангажовани у помагању породицама у избеглиштву.
Могућност да се непланирао и изненада напусти свој дом и под теретом страха и безнађа потражи, привремено или трајно, мир и заштита на неком другом месту, постала је реалност за многе породице које су се нашле у ратом захваћеним подручјима, или неким другим недаћама. Породице које су у избеглиштву су у истој ситуацији иако су се свака од њих нашле у особеним историјско-географским околностима, без обзира на почетне услове (материјалне могућности), начин преласка на сигурну територију као и околности за почетно сналажење у новим условима. Међу особеностима за све те породице јесте и врста и количина преживљених тешкоћа и невоља. Све те разлике чине касније разлике процеса живљења у избеглиштву. У књизи су изнете опште карактеристике угрожености менталног здравља породица у избеглиштву, породица које су стицајем околности приморане да прођу кроз велику и сложену животну кризу.